# Burg Konradsdorf
Die Burg Konradsdorf ist eine spätestens um 1000 erbaute kleine Hangburg (Turmburg) in Konradsdorf oberhalb des Flusses Nidder südwestlich von Ortenberg im hessischen Wetteraukreis. Sie wurde in der zweiten Hälfte des 12. Jahrhunderts aufgegeben. An ihrer Stelle und teilweise auf ihren Bauresten wurde das im Jahre 1191 erstmals beurkundete Kloster Konradsdorf errichtet.

## Beschreibung
Bei Grabungen in den Jahren 1994–1996 wurden unter der ehemaligen Klosterkirche Reste der salischen Burg gefunden. So fand sich unter dem Nordschiff der Rest eines abgetragenen Turmes aus Sandstein, mit fast quadratischem Grundriss von 7,60 m × 7,80 m Größe und einer Mauerstärke zwischen 2,50 m und 2,70 m. Auch fand man unter der Kirche die Fundamente einer aus der Zeit vor 1000 n. Chr. stammenden kleinen Saalkirche, die innerhalb eines Friedhofes lag, in den auch der Burgturm eingestellt worden war. Ob es zunächst eine Siedlung mit einer Saalkirche und anschließend eine Erweiterung durch die Burganlage gab, oder ob Kirche und Burg gleichzeitig entstanden, ist nicht bekannt.
Die Burg verlor wohl in der zweiten Hälfte des 12. Jahrhunderts an Bedeutung, als mehrere Mitglieder des Hauses Büdingen in der Umgebung von Konradsdorf neue Höhen- und Niederungsburgen errichteten, darunter das heutige Ortenberger Schloss. Gegen 1190, unter Hartmann von Büdingen, einem Ministerialen und engen Vertrauten des Kaisers Friedrich I., wurde auf und aus den Resten der Burg und der alten Saalkirche das Kloster Konradsdorf errichtet, das als Hauskloster und Grablege seiner Familie dienen sollte.

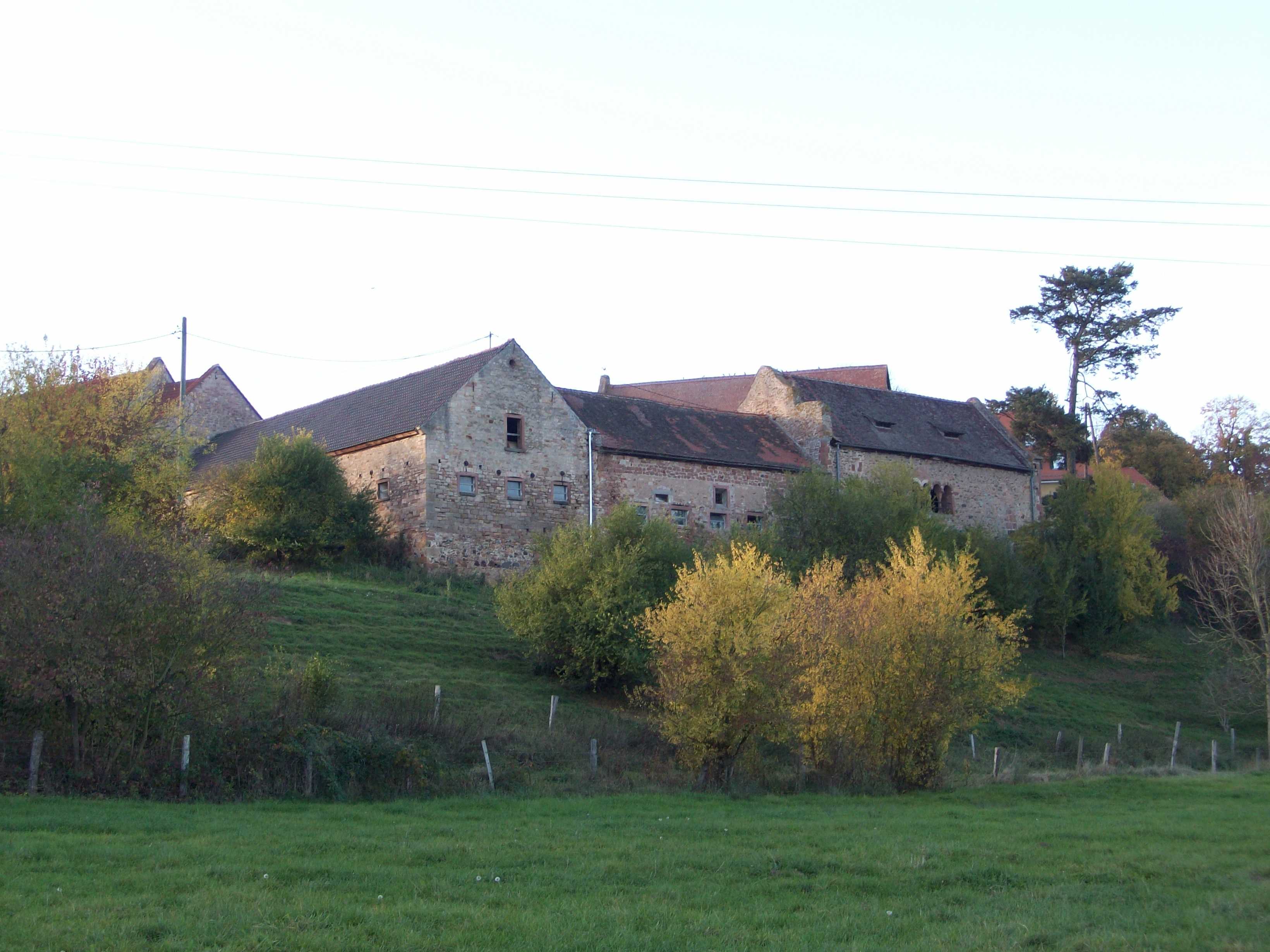
Blick auf das auf den Resten der Burg erbaute Kloster, Ostseite (das Propsteigebäude ganz rechts)
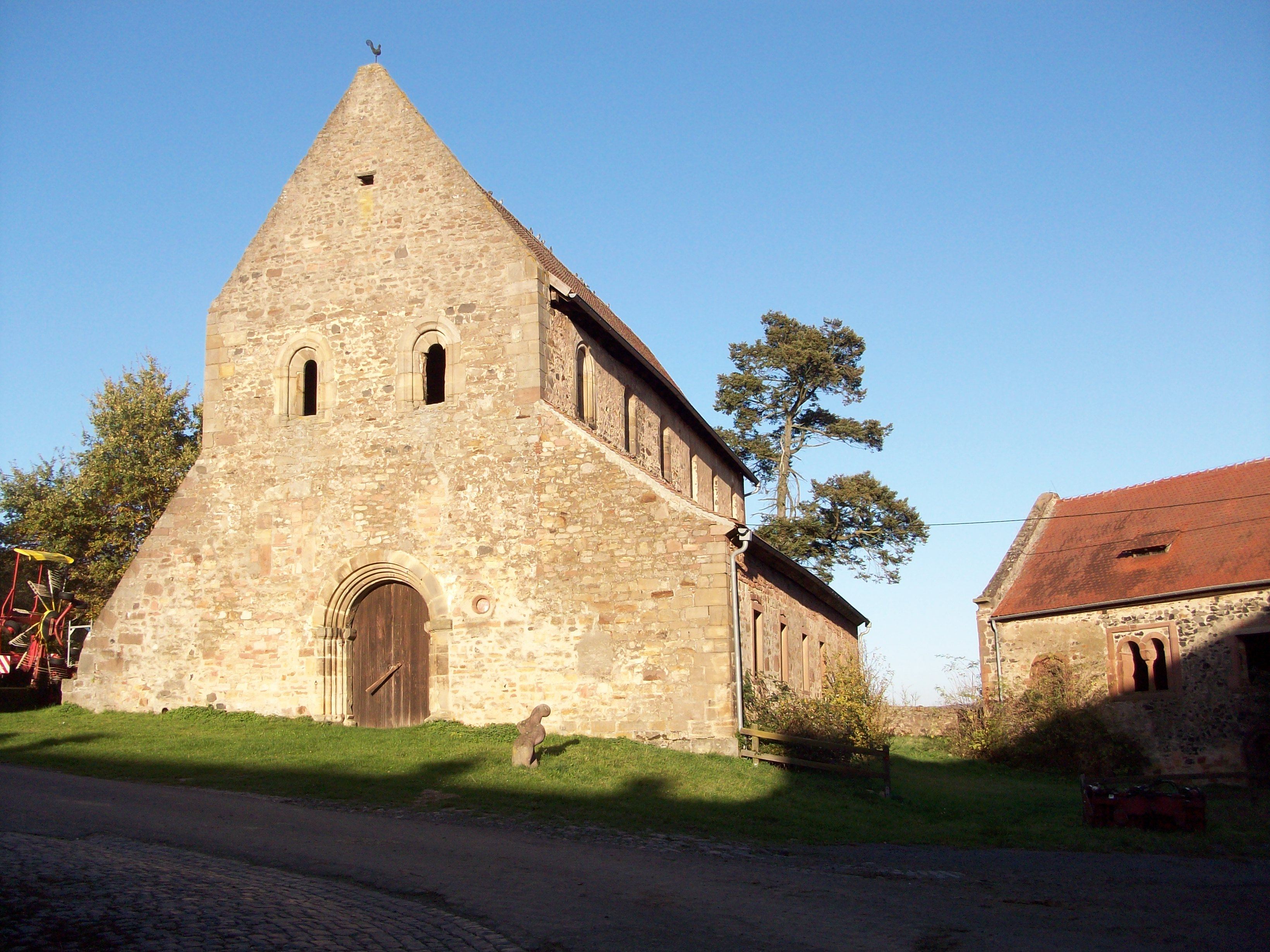
Die ehemalige Klosterkirche, Grundmauern aus Burgresten
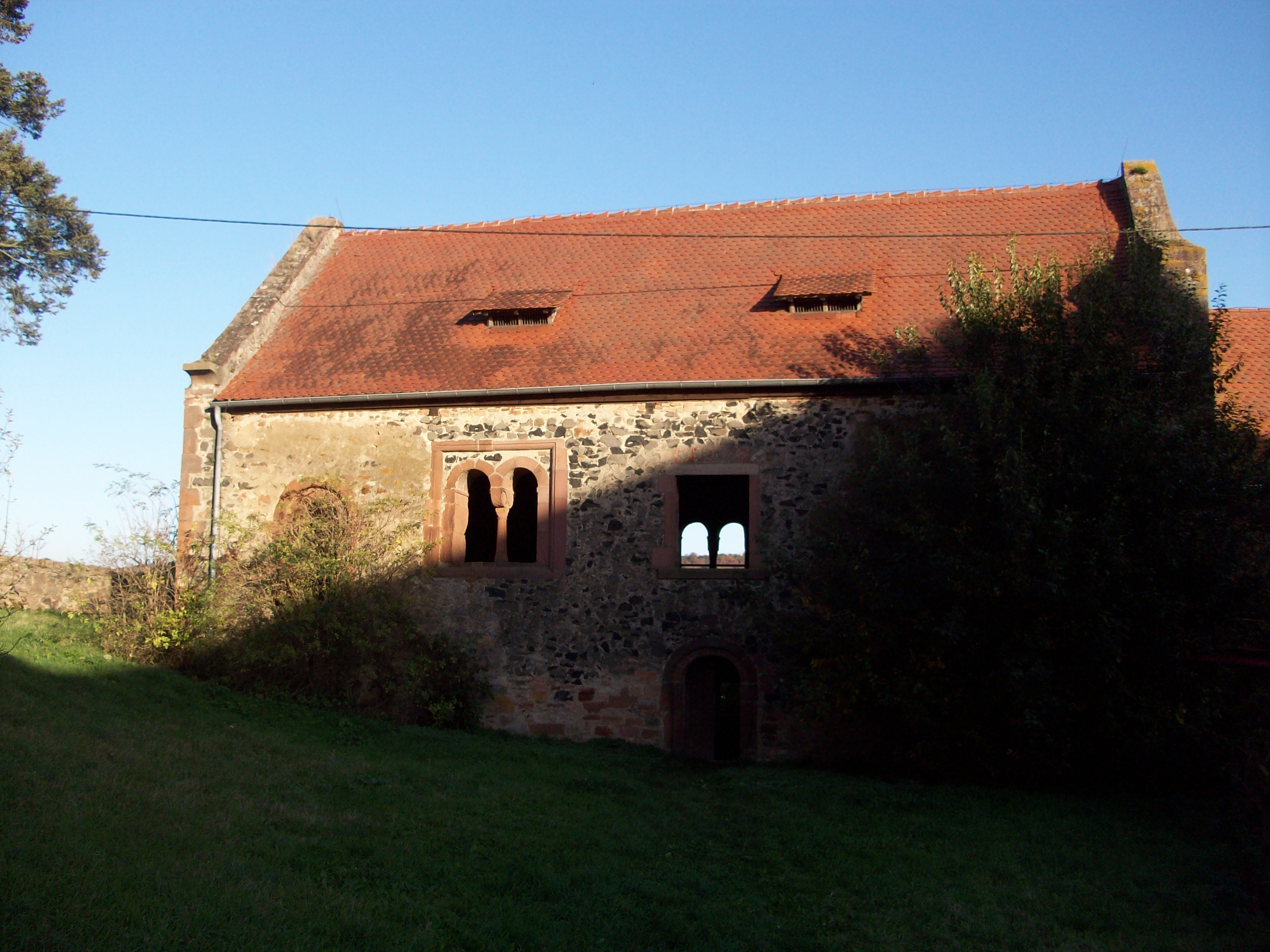
Ehemaliges Propsteigebäude